# 莎状砖子苗
莎状砖子苗（学名：[Cyperus cyperinus] 错误：{{Lang}}：文本有斜体标记（帮助））为莎草科莎草属下的一个变种。